# منتخب تركيا لكرة القدم الشاطئية
منتخب تركيا الوطني لكرة القدم الشاطئية (بالتركية: Türkiye millî plaj futbolu takımı)‏ هو ممثل تركيا الرسمي في المنافسات الدولية في كرة قدم شاطئية ، يديريه اتحاد تركيا لكرة القدم.